# 八・一八松花江客船沈没事故
八・一八松花江客船沈没事故（中国語: 八·一八松花江沉船事故）は、1985年8月18日に中華人民共和国黒竜江省ハルビン市で発生した海難事故である。
事故を起こしたハルピン市航運公司423号客船は、定員148人のところ238人が乗船し、松花江北岸の景勝地太陽島から南岸に向かう途中、船体が左傾し始め、午後3時5分に沈没、全員が落水した。救助活動により67人(大人59人、子ども8人)が生還したものの、171人(大人128人、子ども43人)が水死した。当時、内水面での交通事故としては同国史上最悪のものとなった。